# 疯狂的小镇
《疯狂的小镇》，是1987年中国上映的一部电影，由王凤奎執導，赵登峰等主演的喜剧向電影。影片主要讲述一个村落意外收到了即将地震后的消息的反应。

## 電影內容
某日一个村落收到了该地即将要地震的消息， 于是村落的居民们开始疯狂购买物资，小镇的官员们也因此布置了各种应对措施，但是却因此造成了小镇混乱。
然而令人们没想到的是，地震并没有发生，但是小镇这场人为的"地震"却耗费10万元。
其后，一些官员们知道了这些事情后，于是便用了一些方式去解决了这些事情出现的问题。

## 演员表
- 赵登峰
- 刘廷尧
- 李廷栋
- 崔慕燕
- 李铁峰
- 曹杰臣
- 宋丽捷
- 刘彤彦
- 赵君
- 任伟民
- 栾福仁

## 职员表
- 音乐:杨一伦
- 化妆:纪伟华
- 其它:刘廷尧

## 備註
1. ↑  .   [2022-07-16]. （原始内容存档于2022-07-16）.

## 外部連結
- 豆瓣电影上《疯狂的小镇》的資料 （简体中文）
- 互联网电影数据库（IMDb）上《疯狂的小镇》的资料（英文）